# Portugal op de Olympische Zomerspelen 1948
Portugal nam deel aan de Olympische Zomerspelen 1948 in Londen, Engeland. Na drie Spelen waarin in totaal drie bronzen medailles werden gewonnen, werd nu voor het eerst ook een zilveren medaille gehaald.

## Medailleoverzicht
| Sport        | Olympiër                                               | Onderdeel         | Medaille |
| ------------ | ------------------------------------------------------ | ----------------- | -------- |
| Zeilen       | Duarte de Almeida Bello Fernando Pinto Coelho Bello    | stormvogel klasse | Zilver   |
| Paardensport | Fernando Paes Francisco Valadas, Jr. Luís Mena e Silva | dressuur team     | Brons    |

## Deelnemers en resultaten

### Atletiek
| Olympiër           | Onderdeel              | Resultaat | Prestatie                                         |
| ------------------ | ---------------------- | --------- | ------------------------------------------------- |
| Nuno Morais        | 100m (m)               | 24e       | serie 11: 2de in 10,9 kwartfinale 1: 6de in 11,32 |
| Tomás Paquete      | 100m (m)               | DNS       | serie 3: niet gestart                             |
| Nuno Morais        | 200m (m)               | series    | serie 3: 3de in 22,6                              |
| Tomás Paquete      | 200m (m)               | DNS       | serie 5: niet gestart                             |
| Fernando Fernandes | 400m horden (m)        | DNS       | serie 5: niet gestart                             |
| Álvaro Dias        | verspringen (m)        | 16e       | kwalificatie groep B: 8ste met 6,86m              |
| Luís Alcide        | hink-stap-springen (m) | 22e       | kwalificatie groep A: 12de met 13,92m             |
| João Vieira        | hink-stap-springen (m) | 17e       | kwalificatie groep B: 9de met 17,28m              |
| Fernando Fernandes | tienkamp (m)           | DNS       | niet gestart                                      |

### Paardensport
| Olympiër                                               | Onderdeel   | Resultaat | Prestatie |
| Dressuur                                               | Dressuur    | Dressuur  | Dressuur |
| ------------------------------------------------------ | ----------- | --------- | --- |
| Luís Mena e Silva                                      | individueel | 12e       | 366,0 punten |
| Fernando Paes                                          | individueel | 9e        | 411,0 punten |
| Francisco Valadas, Jr.                                 | individueel | 10e       | 405,0 punten |
| Fernando Paes Francisco Valadas, Jr. Luís Mena e Silva | team        | Brons     | 1182,0 punten |
| Eventing                                               |             |           | |
| Fernando Cavaleiro                                     | individueel | 8e        | dressuur: 29ste met 135 strafpunten cross-country: 5de met 90 punten springconcours: 16de met 10 strafpunten totaal: 55 strafpunten       |
| Fernando Paes                                          | individueel | 25e       | dressuur: 41ste met 169 strafpunten cross-country: 31ste met 3 punten springconcours: 12de met 1,50 strafpunten totaal: 167,5 strafpunten |
| António Serôdio                                        | individueel | DNF       | dressuur: 30ste met 137 strafpunten cross-country: 6de met 87 punten springconcours: niet gefinisht                                       |
| Fernando Cavaleiro Fernando Paes António Serôdio       | team        | DNF       | dressuur: 11de met 441 strafpunten cross-country: 4de met 180 punten springconcours: niet gefinisht                                       |
| Springconcours                                         |             |           | |
| João Barrento                                          | individueel | 22e       | 42,50 strafpunten |
| Henrique Callado                                       | individueel | 18e       | 26 strafpunten |
| Hélder Martins                                         | individueel | DNF       | niet gefinisht |
| Henrique Callado João Barrento Hélder Martins          | team        | DNF       | niet gefinisht |

### Roeien
| Olympiër | Onderdeel    | Resultaat | Prestatie                                                                         |
| --- | ------------ | --------- | --------------------------------------------------------------------------------- |
| António Torres Delfim José da Silva José Joaquim Cancela José do Seixo Leonel Rêgo                                                               | vier-met (m) | 7e        | 1ste ronde: W van Griekenland: 6.51,4 kwartfinale 4: V van Denemarken: 7.28,5     |
| Felisberto Fortes Albino Simões Neto Carlos do Roque João de Sousa João Alberto Lemos Carlos da Benta José Machado Ricardo da Benta Luís Machado | acht (m)     | 5e        | serie 3: 2de in 6.10,5 herkansingen: 1ste in 6.11,3 halve finale 3: 2de in 6.49,9 |

### Schermen
| Olympiër                                                                     | Onderdeel      | Resultaat | Prestatie                                                         |
| ---------------------------------------------------------------------------- | -------------- | --------- | ----------------------------------------------------------------- |
| Manuel Chagas                                                                | degen (m)      | 59e       | 1ste ronde groep 2: 7de met 2 overwinningen                       |
| Emílio Lino                                                                  | degen (m)      | 51e       | 1ste ronde groep 8: 5de met 0 overwinningen                       |
| Álvaro Pinto                                                                 | degen (m)      | 44e       | 1ste ronde groep 1: 5de met 2 overwinningen                       |
| Manuel Chagas José de Castro Emílio Lino Álvaro Pinto João Costa Carlos Dias | degen team (m) | 19e       | 1ste ronde groep 6: 3de V van Egypte: 5-10 V van Zwitserland: 6-8 |

### Schietsport
| Olympiër            | Onderdeel               | Resultaat | Prestatie                       |
| ------------------- | ----------------------- | --------- | ------------------------------- |
| Abílio Brandão      | 50m geweer liggend (m)  | 57e       | 576 punten: (94-99-92-96-97-98) |
| José Da Sica        | 50m geweer liggend (m)  | 66e       | 570 punten: (98-92-96-96-93-95) |
| Carlos Queiroz      | 50m geweer liggend (m)  | 63e       | 572 punten: (93-96-97-93-96-97) |
| Moisés Cardoso      | 50m pistool (m)         | 42e       | 485 punten: (78-86-86-76-76-83) |
| Carlos Queiroz      | 50m pistool (m)         | 46e       | 482 punten: (80-75-84-82-77-84) |
| Moisés Cardoso      | 25m snelvuurpistool (m) | 55e       | 464 punten: (226-238)           |
| José Maria Ferreira | 25m snelvuurpistool (m) | 22e       | 524 punten: (253-271)           |
| Carlos Queiroz      | 25m snelvuurpistool (m) | 54e       | 489 punten: (235-254)           |

### Zeilen
| Olympiër | Onderdeel         | Resultaat | Prestatie                         |
| --- | ----------------- | --------- | --------------------------------- |
| Joao Miguez Tito                                                                                              | eenmans firefly   | 13e       | 2603 punten: (15-10-10-7-8-14-11) |
| Joaquim Mascarenhas de Fiúza Júlio de Sousa Leite Gorinho                                                     | star klasse       | 6e        | 4292 punten: (11-6-1-5-12-5-3)    |
| Duarte de Almeida Bello Fernando Pinto Coelho Bello                                                           | stormvogel klasse | Zilver    | 5579 punten: (1-4-4-5-1-5-1)      |
| Joao Félix da Silva Capucho António Guedes de Herédia Carlos Rogenmoser Lourenço Henrique Reis Goncho Sallaty | draken klasse     | 9e        | 2123 punten: (11-9-6-8-7-6-5)     |

### Zwemmen
| Olympiër    | Onderdeel        | Resultaat | Prestatie              |
| ----------- | ---------------- | --------- | ---------------------- |
| Mário Simas | 100m rugslag (m) | 21e       | serie 3: 5de in 1.12,8 |

## Officials
- César de Melo (chef de mission)
- Frederico Paredes (schermen)
- J. de A. Machado (schermen)
- F. Duarte (roeien)

Afghanistan · Argentinië · Australië · België · Bermuda · Birma · Brazilië · Brits-Guiana · Canada · Ceylon · Chili · Colombia · Cuba · Denemarken · Egypte · Filipijnen · Finland · Frankrijk · Griekenland · Groot-Brittannië · Hongarije · Ierland · IJsland · India · Irak · Iran · Italië · Jamaica · Joegoslavië · Libanon · Liechtenstein · Luxemburg · Malta · Mexico · Monaco · Nederland · Nieuw-Zeeland · Noorwegen · Oostenrijk · Pakistan · Panama · Peru · Polen · Portugal · Puerto Rico · Republiek China · Singapore · Spanje · Syrië · Trinidad en Tobago · Tsjecho-Slowakije · Turkije · Uruguay · Venezuela · Verenigde Staten · Zuid-Afrika · Zuid-Korea · Zweden · Zwitserland